# Tropothrips richardsi
Tropothrips richardsi är en insektsart som beskrevs av Stannard 1954. Tropothrips richardsi ingår i släktet Tropothrips och familjen rörtripsar. Inga underarter finns listade i Catalogue of Life.